# Anastasia van Montenegro

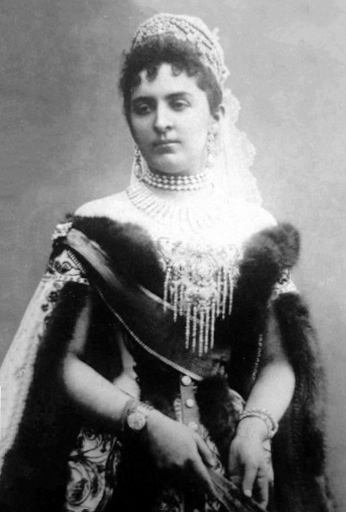
Anastasia van Montenegro

Anastasia "Stana" Petrović-Njegoš (Servisch: Анастасија Николајевна, Anastasia Nikolajevna) (Cetinje, Montenegro, 23 december 1867 – Cap d’Antibes, Frankrijk, 25 november 1935), prinses van Montenegro, grootvorstin van Rusland, was de dochter van koning Nicolaas I van Montenegro en Milena Vukotić.

## Huwelijken
Anastasia was twee keer getrouwd. Ze trouwde voor het eerst op 28 augustus 1889 met de weduwnaar George Maksimilianovitsj van Leuchtenberg te Peterhof, Rusland. George en Anastasia kregen twee kinderen; Sergej (1890-1974) en Helena (1892-1971). Het huwelijk werd in 1906 ontbonden.
Ze hertrouwde te 29 april 1907 te Jalta op de Krim met grootvorst Nicolaas Nikolajevitsj van Rusland, een kleinzoon van tsaar Nicolaas I en dus een neef van tsaar Nicolaas II. Anastasia had een sterke invloed op haar echtgenoot en via hem op de Russische politiek. Nicolaas was namelijk een belangrijk man in het Russische leger en werd tijdens de Eerste Wereldoorlog zelfs aangesteld tot opperbevelhebber van het gehele leger.

## Prinsessen van Montenegro
Grootvorstin Anastasia en haar zus, grootvorstin Militza (de echtgenote van Peter Nikolajevitsj), probeerden constant een discussie aan te wakkeren en dienden vaak politieke voorstellen in. De tsaar hield de twee zussen echter op afstand. Ze probeerden een grote rol te krijgen in de politiek in de Balkan vanwege hun geboorteland Montenegro. Ze stuurden vaak brieven aan de tsaar met verzoeken om hun vader, koning Nicolaas van Montenegro, financieel te ondersteunen.
Militza en Anastasia hadden wel grote invloed op het sociale leven aan het Russische hof, al was iedereen wel huiverig voor de twee zussen die de bijnaam “het zwarte gevaar” hadden. Die naam hadden ze gekregen vanwege hun interesse in occulte zaken. Ze gingen regelmatig om met mystieke charlatans, die ze ook weleens aan het hof introduceerden. Een van hen was de gebedsgenezer Grigori Raspoetin. Felix Joesoepov omschreef de paleizen van de grootvorstinnen eens als “het centrale punt van de krachten van het kwaad”. En zo dachten er meer leden van de adel over hen. Grootvorstin Maria Fjodorovna, de moeder van de tsaar was er heilig van overtuigd dat het koppel met Raspoetin en anderen een complot smeedde om invloed te krijgen op tsarina Alexandra Fjodorovna. Alexandra zelf omschreef hen in 1914 echter als “de zwarte familie” en zei dat ze zich door hen gemanipuleerd voelde.

## Russische Revolutie
Haar echtgenoot bevond tijdens het uitbreken van de Februarirevolutie in de Kaukasus. Hij was in een van de laatste besluiten van tsaar Nicolaas II voor de tweede maal aangesteld als opperbevelhebber van het Russische leger. Hij werd dan ook als opperbevelhebber onthaald in de hoofdkwartieren te Mahiljou. Binnen 24 uur werd hij echter door prins Georgi Lvov, de nieuwe premier, van deze functie ontheven. De daaropvolgende twee jaar brachten Nicolaas en Anastasia door in de Krim. Ze werden soms onder huisarrest geplaatst, maar altijd in de gaten gehouden. In april 1919 wisten Nicolaas en Anastasia te ontsnappen: ze verlieten Rusland met het Britse slagschip HMS Marlborough. Nicolaas’ broer en Anastasia’s zus, het echtpaar Peter Nikolajevitsj en Militza, bevonden zich ook aan boord van het schip, evenals vele andere familieleden.

## Ballingschap
Nicolaas en Anastasia verbleven korte tijd in Genua als gast van koning Victor Emanuel III van Italië, die getrouwd was met Anastasia’s zus Helena van Montenegro. Ze vestigden zich uiteindelijk in een klein plattelandshuis te Choigny, ongeveer 32 kilometer buiten Parijs. Men wist dat het een prioriteit was van de regering van de Sovjet-Unie om de ontsnapte grootvorst weer terug naar Rusland te halen. Het huis van Nicolaas en Anastasia werd dan ook dag en nacht bewaakt door de Franse geheime politie en een kleine groep Kozakken.
Anastasia stierf uiteindelijk op 67-jarige leeftijd te Cap d’Antibes, Frankrijk.